# OO Большого Пса
OO Большого Пса (лат. OO Canis Majoris) — одиночная переменная звезда в созвездии Большого Пса на расстоянии (вычисленном из значения параллакса) приблизительно 9149 световых лет (около 2805 парсеков) от Солнца. Видимая звёздная величина звезды — от более +15,2m до +11,6m.

## Характеристики
OO Большого Пса — красная пульсирующая переменная звезда, мирида (M) спектрального класса M. Эффективная температура — около 3000 К.